# فرودگاه آبی دریاچه تروت
فرودگاه آبی دریاچه تروت (به انگلیسی: Trout Lake Water Aerodrome) یک فرودگاه همگانی است که یک باند فرود آب دارد. این فرودگاه در کشور کانادا قرار دارد و در ارتفاع ۴۹۵ متری از سطح دریا واقع شده است.